# 揚克冰原島峰

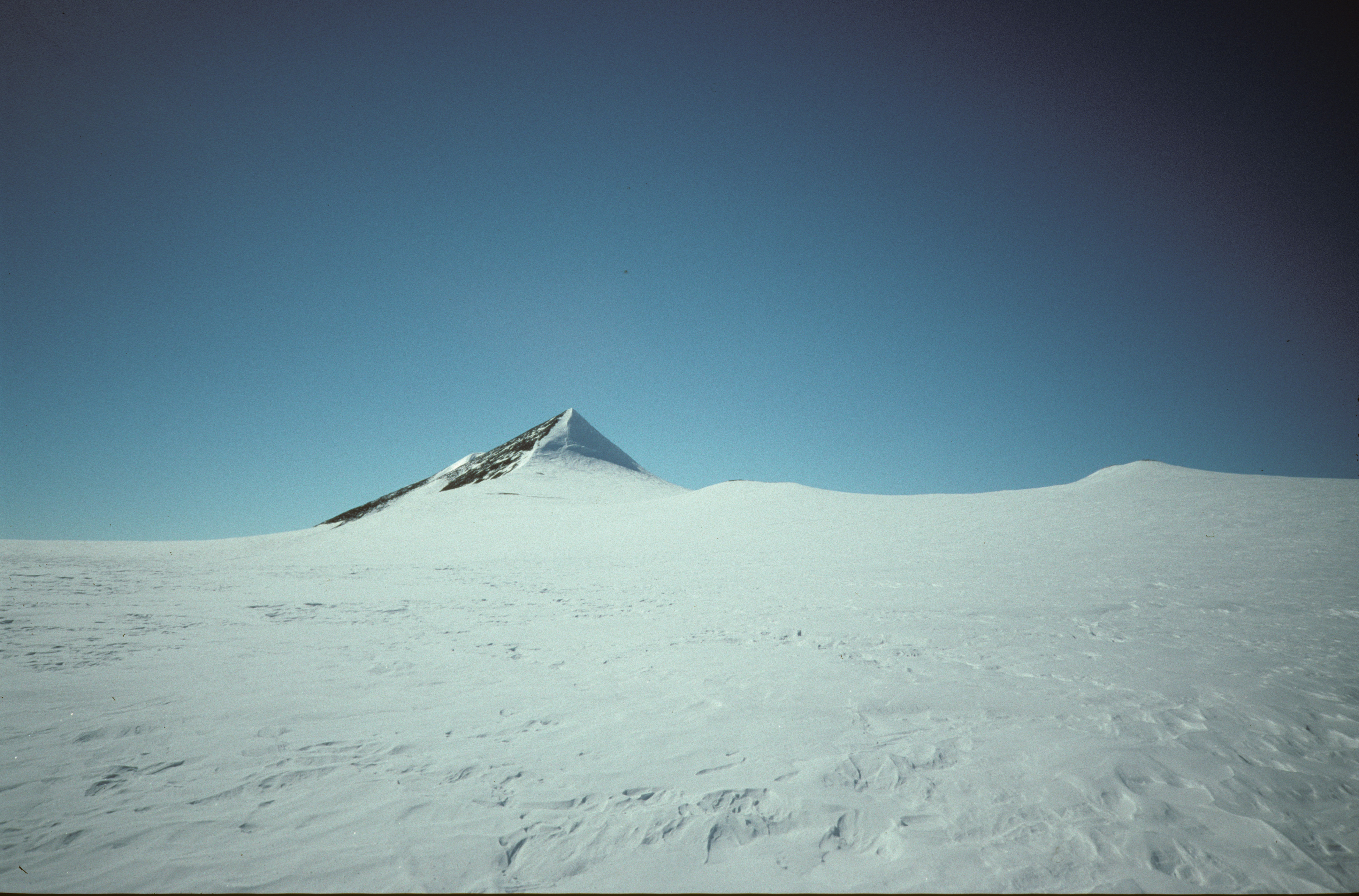

75°53′S 70°27′W / 75.883°S 70.450°W
揚克冰原島峰（英語：Janke Nunatak），是南極洲的冰原島峰，位於帕爾默地，處於卡爾森峰東北面7公里，屬於豪貝格山脈的一部分，美國地質調查局根據測量和該國海軍的空中照片繪入地圖，現時由南極條約體系管理。